# Olpha
AS Olpha (AS Olainfarm) er en lettisk producent af basale lægemidler og farmaceutiske præparater, og er registreret på NASDAQ OMX's baltiske børs. Virksomheden blev etableret den 17. oktober 1991, og har været et aktieselskab siden den 27. marts 1997. I 2009 havde Olainfarm 788 ansatte en omsætning på € 31,9 millioner med et resultat på € 3,363 millioner. De største aktionærer var Olmafarm Ltd. (42.56%) og det cypriotisk indregistrerede HB-19 Investments Limited Company (26.17%)